# محمد الكوس
محمد الكوس (1963) عالم دين سني كويتي معاصر.

## عن حياته
الشيخ محمد بن عبد الرحمن الكوس يرجع نسبه إلى قبيلة عنزة، وينتمي لعائلة «الكوس»، وهي في الأصل «القوز» من القوزه من الوهيب من الكواكبة من الرولة (عنزة)، وله شقيقان هما الداعية أحمد الكوس وهو أمين عام المبرة الخيرية لعلوم القرآن والسنة، والداعية حمد الكوس وهو كاتب في المواضيع الإسلامية، وهو أكبرهم وكثيراً ما يُخلط بينهم.

## حياته العلمية
تولى الإمامة والخطابة بمسجد مالك بن أنس بمنطقة الدعية في الكويت، وهو الآن إمام مسجد القطامي بمنطقة الشويخ، وخريج كلية الشريعة من جامعة الكويت.

## مناصبه
يشغل الشيخ محمد الكوس منصب أستاذ مادة التربية الإسلامية في المعهد الديني، كما عُين مشرفاً عاماً في مدرسة ورثة الأنبياء للعلم الشرعي بتكليف رسمي من عثمان الخميس.

## مشايخه
تتلمذ على يد عدد من رجال الدين السنة في الكويت والسعودية:
| - محمد ناصر الدين الألباني. - عبد العزيز بن باز. - محمد بن صالح العثيمين. - عبد الرحمن عبد الصمد. |  | - عبد الله السبت. - عبد الرحمن عبد الخالق. - عبد الله البسام. - عبد الله بن جبرين. |  | - محمد يونس عبد الحق. - محمد مجاور. - محمد رمانة. - يوسف صديق. |

## المباهلة مع ياسر الحبيب
أثيرت ضجة بين الشيعة والسنة في الكويت بعد قيام رجل الدين الشيعي ياسر الحبيب بالاحتفال بوفاة عائشة بنت ابي بكر(1) زوجة النبي محمد في مقر إقامته في لندن.(2) وقد تقدم الكوس بعد ذلك بطلب للمباهلة بينه وبين الحبيب، وقد وافق الحبيب على طلب الكوس للمباهلة.
تباهلا في يوم الجمعة بتاريخ 29 شوال سنة 1431 هـ، حيث باهل الكوس على أن أبا بكر وعمر وعثمان وعائشة وحفصة في الجنة، بينما باهل الحبيب على أنهم في النار. وقد نقلت المباهلة على قناة الحكمة السنية، في الوقت الذي قُطع فيه بث قناة فدك الشيعية.
وبعد ثمانية أشهر من المباهلة انتشرت إشاعات بإصابة ياسر الحبيب بالسرطان في لسانه، وقد قامت صحيفة عكاظ السعودية بنشر الخبر بعنوان «السرطان يفتك بلسان شاتم أم المؤمنين»، كما ظهر الكوس في فيديو مسجل وقال أن أحد أصدقائه قد اتصل بمكتب ياسر الحبيب فلم يجد منه إلا تهرباً، وأن نسيباً لأحد زملائه قد أجرى اتصالاً بإحدى المستشفيات البريطانية فأكدت له الخبر ثم أخبرته لاحقاً أن لديها أوامر بأن تقول: أن هذا المريض غير موجود. إلا أن ياسر الحبيب قد ظهر في ليلة الخامس عشر من شهر رجب لسنة 1432 هـ في بث مباشر على قناة فدك لينفي تلك الإشاعات ويؤكد أنه بخير.
وقد رد محمد الكوس على نفي ياسر الحبيب لخبر إصابته بمرض السرطان في لسانه وفكه، واصفاً هذا النفي بأنه محاولة لذر الرماد في العيون وتضليل الرأي العام. ونقل الكوس في حديث هاتفي لصحيفة «عكاظ»، تأكيدات شخصيات دبلوماسية كويتية عالية المستوى إصابة الحبيب بالسرطان وأن حالته الصحية بالغة السوء والخطر، وقال الكوس: «أن ياسر كذاب ويتظاهر بأنه سليم ليسكت الناس عن التجريح بشخصه وشتمه».
وقد صرح يوسف الصانع عضو مجلس الأمة الكويتي وقال: «حتى الساعة لم يظهر أحد يثبت أو ينفي الخبر، وهي مجرد أخبار متناقلة بين الناس لم يتسن حتى الآن التأكد من صحتها»، وأضاف: «سمعنا الخبر عن أحد موظفي السفارة الكويتية في لندن وأكد لنا ذلك، وأن أحد الكويتيين المسافرين إلى لندن قد ذهب إلى المستشفى ليتأكد من صحة الخبر وبالفعل رآه صحيحاً».

## مؤلفاته
| - الوجيز في شرح أسماء الله الحسنى. | - رسالة إلى أهل الغناء. |